# Kim Won-il (cầu thủ bóng đá)
Đây là một tên người Triều Tiên, họ là Kim.
Kim Won-il (tiếng Hàn: 김원일; sinh ngày 18 tháng 10 năm 1986) là một cầu thủ bóng đá Hàn Quốc thi đấu ở vị trí hậu vệ cho Jeju United ở K League 1.

## Đời sống cá nhân
Anh học tập tại trường Tiểu học Gimpo, trường Trung học Tongjin, và Đại học Soongsil. Kim là một cựu chiến binh của Republic of Korea Marine Corps

## Sự nghiệp bóng đá
Kim Won-Il ra sân từ đầu cho Pohang Steelers ở mùa giải K League 1 2013. Anh là một phần không thể thiếu trong trận cuối cùng của mùa giải, khi ghi bàn thắng quyết định trước Ulsan Hyundai trong phút bù giờ.